# Trena francesa

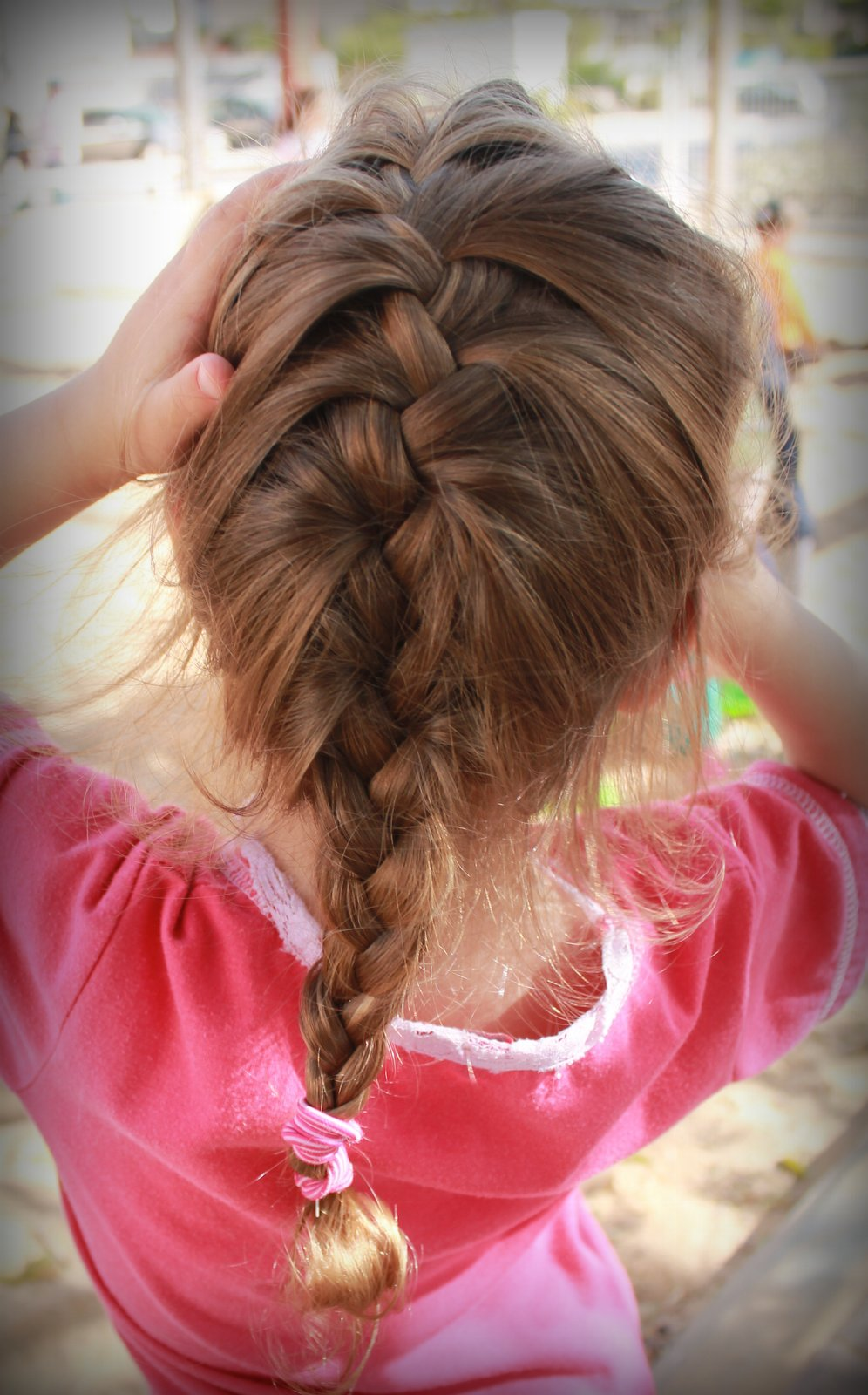
Trena francesa

Una trena francesa és un tipus de pentinat trenat molt elegant i sofisticat, una mica més complex i difícil d'elaborar que les trenes simples.

## Descripció
El tipus de trena de tres badies més simple consisteix a dividir, primerament, tot el cabell en tres parts i anar-les ajuntant simultàniament a prop del cuir cabellut. Per fer la trena francesa, en canvi, s'ha de començar dividint els cabells en tres parts petites a prop de la coroneta i a continuació trenar-les en direcció a la nuca. A mesura que la trena va avançant s'hi va afegint gradualment cabells dels costats fins que es recull tota la cabellera, de manera que el resultat final uneix tots els cabells en una trama teixida suaument per damunt del cuir cabellut. Si es volen fer més dues o més trenes franceses, l'únic que s'ha de fer és dividir el cabell en dues o més parts separades les unes de les altres i fer una trena independent a cada part.
La trena francesa té un seguit d'avantatges pràctics que l'estil bàsic de trena no té: ens permet subjectar el cabell del serrell i de la part superior del cap que no arriba al clatell i que normalment no podem recollir i reparteix el pes i la tensió de la trena per tot el cuir cabellut. Tanmateix, fer-se-la un mateix presenta una dificultat afegida perquè les mans s'han d'elevar des de darrere del cap i el cabell queda embullat més fàcilment.
Per elaborar aquest pentinat s'ha de començar trenant des de la corona del cap i seguir per la resta de la cabellera. Amb aquesta tècnica es poden elaborar diferents tipus de trenes, però els més coneguts són la trena clàssica i la trena d'espiga.

## Història
És un pentinat que ve de França; en francès també se l'anomena tresse africaine (trena africana). En anglès, el terme tresse française (trena francesa) el solen utilitzar els perruquers professionals, però en el llenguatge comú no s'utilitza gaire.
El terme trena francesa va aparèixer en anglès el 1871 en un número de la revista femenina estatunidenca Arthur's Home Magazine. En un dels relats de ficció que s'hi van publicar apareixia el terme descrit com un nou pentinat (“...pentineu-vos el cabell fent-vos la nova trena francesa...”). No obstant això, no es conserven les il·lustracions que acompanyaven el relat i, per tant, no es pot veure en quin context s'utilitzava aquest pentinat. És per això que no es pot afirmar amb seguretat que el pentinat a què es feia referència a la història fos el mateix que descriu aquest article.

## Variants
Les variants d'aquest pentinat són:
- Trena holandesa: la trena holandesa (també anomenada trena francesa invertida) es fa creuant tres badies de cabell una per darrere de l'altra, en comptes de fer-les passar una per davant de l'altra, de manera que queda invertida.
- Trena d'espiga: la semblança entre la trena d'espiga i la trena francesa rau en l'aspecte suau del pentinat, però aquest tipus de trena divideix el cabell en dues parts en comptes de tres. Durant el segle xix, aquest tipus de trena s'anomenava trena grega.
- També hi ha variants de la trena francesa que s'utilitzen per fer trenes a les cues dels cavalls per a exhibicions o per als partits de polo i polocrosse[2] (una barreja entre el polo i el lacrosse).